# Köln (Schiff, 1984)
Die Köln war eine Fregatte der Deutschen Marine und gehörte zur Bremen-Klasse. Sie war die fünfte Einheit dieser Klasse und das fünfte Schiff mit Namen Köln (Cöln) in einer deutschen Marine. Namensvorgänger waren zwei Kleine Kreuzer der Kaiserlichen Marine aus den Jahren 1909 und 1918, der Leichte Kreuzer Köln der Reichs- und späteren Kriegsmarine und die Fregatte Köln der Bundesmarine.

## Geschichte
Am 16. Juni 1980 bei Blohm + Voss auf Kiel gelegt, erfolgte der Stapellauf am 29. Mai 1981. Die Indienststellung fand am 19. Oktober 1984 statt.
Anfang Juli 1988 befand sich die Köln mit einem Flottenverband der NATO vor der schottischen Küste, der sich an der Suche und Rettung der Opfer der bei einem schweren Brand zerstörten Ölplattform Piper Alpha beteiligte.
Von Januar bis März 1991 war die Köln Flaggschiff des während des Zweiten Golfkriegs zur Verstärkung ins Mittelmeer entsandten deutschen Marineverbands.
Von Januar bis April 1994 war die Köln im Rahmen der Operation Southern Cross Flaggschiff der „Task Group 500.02“, die vor der Küste Somalias operierte.
Am 7. September 2000 fuhr die Köln ins Mittelmeer, um dort zusammen mit den Schiffen Caron, York, Luigi Durand de la Penne, Van Amstel, Spetsai, Trakya und Numancia die STANAVFORMED zu bilden. Dabei wurden verschiedene Häfen in NATO-Mitgliedsländern sowie Tunis angelaufen. Ursprünglich war auch eine Passage durch den Sueskanal in das Rote Meer mit Besuch in Scharm asch-Schaich (Ägypten) geplant. Dies wurde jedoch ebenso wie das Anlaufen von Haifa (Israel) abgesagt; Grund hierfür waren die bürgerkriegsähnlichen Zustände. Am 17. Dezember 2000 kehrte die Fregatte nach Wilhelmshaven zurück, nachdem sie 18.734,5 Seemeilen zurückgelegt hatte.
Am 2. Januar 2002 lief die Fregatte Köln aus Wilhelmshaven aus und gehörte somit zum Startkontingent für die Operation Enduring Freedom. Sie blieb für 6½ Monate im Einsatz, ehe sie Mitte Juli wieder in Wilhelmshaven einlief.
Von April bis Oktober 2007 war die Fregatte im Rahmen der Operation Enduring Freedom vor dem Horn von Afrika und der arabischen Halbinsel eingesetzt, wo sie als Teil der „Task Force 150“ ihr Schwesterschiff Bremen ablöste.
Am 30. August 2010 lief die Köln im Rahmen der Operation Atalanta zur Ablösung der Fregatte Schleswig-Holstein zum Horn von Afrika aus und kehrte am 10. Dezember 2010 nach Wilhelmshaven zurück.
Am 29. August 2011 lief die Köln zum letzten Mal aus und nahm zum zweiten Mal an der Operation Atalanta teil. Als Teil der Task Force 465 konnten Schiff und Besatzung mehrere Übergriffe von Piraten verhindern. Insgesamt nahm die Köln in dieser Einsatzzeit 42 unter Verdacht der Piraterie stehende Somalis fest. Eine besondere Herausforderung stellte dabei die Befreiung von zwei jemenitischen Fischern dar, deren Dau Al Jabal von 19 Somalis entführt worden war.
Sie kehrte am 9. Dezember 2011 nach Wilhelmshaven zurück.
Sie wurde am 1. Februar 2012 aus der Fahrbereitschaft genommen und Anfang Mai zur Vorbereitung der Außerdienststellung in das Marinearsenal Wilhelmshaven geschleppt. Die Außerdienststellung erfolgte am 31. Juli 2012. Mit Ausschreibung vom 24. August 2015 wurde die Köln zum Verkauf zur Verschrottung angeboten.
Am 10. Oktober 2016 wurde die ehemalige Köln in die Niederlande zu einer Abwrackwerft geschleppt. In Kampen an der IJssel wurde sie als erste Einheit der Bremen-Klasse verschrottet.

## Kommandanten
| Nr. | Name                                                                  | Beginn der Amtszeit | Ende der Amtszeit   |
| --- | --------------------------------------------------------------------- | ------------------- | ------------------- |
| 1.  | Fregattenkapitän Klaus Kinast (Baubelehrung: 26.03.1984 – 18.10.1984) | 19. Oktober 1984    | 25. September 1987  |
| 2.  | Fregattenkapitän Hans-Christian Rips                                  | 25. September 1987  | 22. Februar 1990    |
| 3.  | Korvettenkapitän / Fregattenkapitän Hellwig Springborn                | 22. Februar 1990    | 30. August 1993     |
| 4.  | Fregattenkapitän Hans-Joachim Rutz                                    | 30. August 1993     | 30. März 1995       |
| 5.  | Fregattenkapitän Thomas Miller                                        | 30. März 1995       | 25. Oktober 1996    |
| 6.  | Fregattenkapitän Dirk Geister                                         | 31. März 1996       | 31. März 1999       |
| 7.  | Fregattenkapitän Maximilian Stein                                     | 31. März 1999       | 27. September 2001  |
| 8.  | Fregattenkapitän Thomas Schütze                                       | 27. September 2001  | 14. Dezember 2004   |
| 9.  | Fregattenkapitän Michael Hödt                                         | 14. Dezember 2004   | 1. Dezember 2006    |
| 10. | Fregattenkapitän Uwe Maaß                                             | 1. Dezember 2006    | 18. Juni 2009       |
| 11. | Fregattenkapitän Christopher Karow                                    | 18. Juni 2009       | 13. November 2011   |
| 12. | Fregattenkapitän Kurt Leonards                                        | 13. November 2011   | Außerdienststellung |